# دیانا لوریس
دیانا لوریس (به اسپانیایی: Diana Lorys) (زاده ۲۰ اکتبر ۱۹۴۰) بازیگر اسپانیایی است.
از فیلم‌های معروف او می‌توان به فیلم‌های در کابوس‌ها شب‌هنگام زاده می‌شوند، تسخیرناپذیران، اقامتگاه جاسوسان و چشمان آبی عروسک شکسته اشاره کرد.